# Cossall
Cossall is een civil parish in het bestuurlijke gebied Broxtowe, in het Engelse graafschap Nottinghamshire.